# Auguste Maurel
Pour les articles homonymes, voir Maurel.
Auguste Maurel est un homme politique français né le 16 juillet 1841 à Toulon (Var) et décédé le 1er avril 1899 à Haïphong (Vietnam).

## Biographie
Clerc d'avoué à Paris, il devient avoué à Toulon en 1866 et devient sous-préfet de Toulon après le 4 septembre 1870, puis secrétaire général de la préfecture du Var. Il démissionne en mars 1871, pour gérer ses propriétés viticoles, au Luc. Il est élu conseiller municipal de Toulon, puis conseiller général du canton de Collobrières. En 1878, il est sous-préfet de Lodève, mais ne reste en place que peu de temps. Il est député du Var de 1881 à 1888, siégeant à l'extrême gauche. En 1888, sur la promesse d'une nomination comme gouverneur de colonie, il démissionne de son siège de député. Mais il n'est pas nommé, sur intervention de Georges Clemenceau, ce qui provoque un duel entre Maurel et Clemenceau. Il part alors s'installer comme avocat au Tonkin.

## À voir aussi